# Dicranomyia (Idiopyga) retrograda
Dicranomyia (Idiopyga) retrograda is een tweevleugelige uit de familie steltmuggen (Limoniidae). De soort komt voor in het Palearctisch gebied.